# Dimetildicarbonato
Il dimetildicarbonato (DMDC) è un composto organico. A temperatura ambiente si presenta come un liquido incolore con un odore pungente. 
Viene utilizzato principalmente come conservante per bevande, coadiuvante tecnologico o sterilizzante e agisce inibendo gli enzimi acetato chinasi e la glutammato decarbossilasi.  È stato anche proposto che il DMDC inibisca gli enzimi alcol deidrogenasi e gliceraldeide 3-fosfato deidrogenasi causando la metossicarbonilazione dei loro componenti di istidina.

## Uso nel vino
Nel vino, è spesso usato per sostituire il sorbato di potassio, in quanto inattiva  i lieviti in esso presenti, come i Brettanomyces. Una volta che è stato aggiunto alle bevande, l'efficacia della sostanza chimica è fornita dalle seguenti reazioni:
DMDC + acqua → metanolo + anidride carbonica
DMDC + etanolo → etilmetil carbonato
DMDC + ammoniaca → metil carbammato
DMDC + amminoacido → carbossimetil derivati
L'applicazione del DMDC è particolarmente utile quando il vino deve essere sterilizzato ma non può essere filtrato, pastorizzato o solforato in condizioni sterili. Il DMDC viene anche utilizzato per stabilizzare bevande analcoliche come bevande gassate o non gassate, bevande sportive isotoniche, tè ghiacciati e acque aromatizzate.
Il DMDC viene aggiunto prima del riempimento della bevanda. Si scompone quindi in piccole quantità di metanolo e anidride carbonica, che sono entrambi componenti naturali dei succhi di frutta e verdura.
Il Scientific Committee on Food dell'UE, la FDA negli Stati Uniti e il JECFA dell'OMS hanno confermato il suo uso nelle bevande. La FDA ha approvato il suo uso nei vini nel 1988, fissando il livello massimo consentito a 200 mg/L, e solo se sono presenti meno di 500 cellule di lievito/ml al momento del dosaggio.  È anche approvato nell'UE, dove è elencato sotto il numero E E242, così come in Australia e Nuova Zelanda. Il dimetil dicarbonato è commercializzato da Lanxess con il marchio Velcorin. In totale, il Velcorin è approvato in più di 100 Paesi diversi.